# Остойчивость

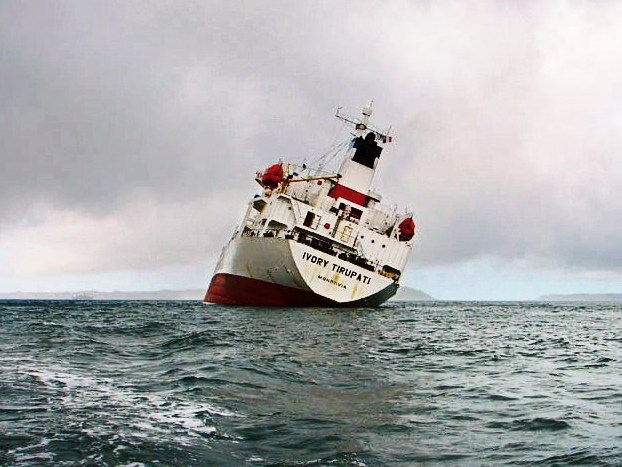
Рефрижераторное судно Ivory Tirupati с отрицательной начальной остойчивостью

Осто́йчивость, валкость судна — способность плавучего средства противостоять внешним силам, вызывающим его крен или дифферент, и возвращаться в состояние равновесия по окончании возмущающего воздействия, также — раздел теории корабля, изучающий остойчивость.
Равновесием считается положение с допустимыми величинами углов крена и дифферента (в частном случае, близкими к нулю). Отклонённое от него плавсредство стремится вернуться к равновесию. То есть остойчивость проявляется только тогда, когда появляются условия для выведения из равновесия.
Остойчивость — одно из важнейших мореходных качеств плавучего средства. Применительно к судам используется уточняющая характеристика остойчивость судна. Запасом остойчивости называется степень защищённости плавучего средства от опрокидывания.
Внешнее воздействие может быть обусловлено ударом волны, порывом ветра, сменой курса и т.п.

## Виды остойчивости
В зависимости от плоскости наклонения различают поперечную остойчивость при крене и продольную остойчивость при дифференте. Применительно к надводным кораблям (судам), из-за удлинённости формы корпуса судна его продольная остойчивость значительно выше поперечной, поэтому для безопасности плавания наиболее важно обеспечить надлежащую поперечную остойчивость.
В зависимости от величины наклонения различают остойчивость на малых углах наклонения (начальную остойчивость) и остойчивость на больших углах наклонения.
В зависимости от характера действующих сил различают статическую и динамическую остойчивость:
- Статическая остойчивость — рассматривается при действии статических сил, то есть приложенная сила не изменяется по величине.
- Динамическая остойчивость — рассматривается при действии изменяющихся (то есть динамических) сил, например ветра, волнения моря, подвижки груза и т. п.

## Начальная поперечная остойчивость

Начальная поперечная остойчивость. Система сил, действующих на судно.

При крене остойчивость рассматривается как начальная при углах до 10-15°. В этих пределах восстанавливающее усилие пропорционально углу крена и может быть определено при помощи простых линейных зависимостей.
При этом делается допущение, что отклонения от положения равновесия вызываются внешними силами, которые не изменяют ни вес судна, ни положение его центра тяжести (ЦТ). Тогда погруженный объём не изменяется по величине, но изменяется по форме. Равнообъёмным наклонениям соответствуют равнообъёмные ватерлинии, отсекающие равные по величине погруженные объёмы корпуса. Линия пересечения плоскостей ватерлиний называется осью наклонения, которая при равнообъёмных наклонениях проходит через центр тяжести площади ватерлинии. При поперечных наклонениях она лежит в диаметральной плоскости.
Центр тяжести G при таком наклонении не меняет своего положения, а центр величины (ЦВ) С как центр тяжести погруженного объёма перемещается по некоторой кривой СС1 в сторону наклонения и занимает новое положение C1. Перемещение центра величины происходит вследствие изменения формы погруженного объёма: с левого борта он уменьшился, а с правого борта увеличился. Сила плавучести γV, приложенная в центре величины, направлена по нормали к траектории его перемещения.

### Метацентр
При малых наклонениях в поперечной плоскости линии действия сил плавучести пересекаются в одной точке m, которая называется метацентром (в данном случае — поперечным метацентром). Поперечный метацентр можно ещё определить как центр кривизны кривой, по которой перемещается центр величины при наклонениях в поперечной плоскости. В общем случае наклонения (на большой угол и в любой плоскости) центр величины описывает некоторую сложную кривую, и метацентр занимает различные положения. При малых углах наклонения в поперечной плоскости можно считать, что центр величины перемещается по дуге окружности, а поперечный метацентр занимает постоянное место в диаметральной плоскости.
Радиус кривизны траектории, по которой перемещается центр величины при поперечных наклонениях называется поперечным метацентрическим радиусом r. Другими словами — это расстояние между поперечным метацентром и центром величины r = mC.

### Характеристики остойчивости
В результате смещения ЦВ при наклонении линии действия силы веса и силы плавучести смещаются и образуют пару сил. Если плечо пары положительно, возникающий момент mв действует в сторону восстановления равновесия, то есть спрямляет. Тогда говорят, что судно остойчиво. Если ЦТ расположен выше метацентра, момент может быть нулевым или отрицательным, и способствовать опрокидыванию — в этом случае судно неостойчиво.
Возвышение над основной плоскостью поперечного метацентра (zm), центра величины (zc), а также величина поперечного метацентрического радиуса r в значительной степени определяют остойчивость судна и зависят от величины его объёмного водоизмещения, формы корпуса и посадки. Зависимость величины поперечного метацентрического радиуса от формы корпуса (величины площади ватерлинии и её формы) и объёмного водоизмещения выглядит как:
{\displaystyle {r}={\frac {I_{\mathrm {x} }}{V}}} , (1)
где Ix — момент инерции площади действующей ватерлинии относительно продольной оси, проходящей через центр её тяжести, м4; V — объёмное водоизмещение (погруженный объём), м³.
Из рассмотрения трёх возможных вариантов воздействия сил Р и γV при наклонениях можно сделать вывод, что для обеспечения остойчивого положения равновесия судна необходимо, чтобы метацентр находился выше центра тяжести. Поэтому возвышение поперечного метацентра над центром тяжести выделяется в особую величину, и называется поперечной метацентрической высотой h. Величина h может быть выражена как:
{\displaystyle h=\ z_{m}-z_{g}} , (2)
где zm и zg высоты метацентра и центра тяжести над основной плоскостью, соответственно.
Величина восстанавливающего момента зависит от веса судна и плеча поперечной остойчивости. Из треугольника GmZ плечо остойчивости может быть выражено через поперечную метацентрическую высоту GZ = mG sinθ = h sinθ. Тогда восстанавливающий момент будет определяться по формуле:
{\displaystyle m_{\mathrm {\theta } }=\ Ph\cdot sin\theta } , (3)
которая называется метацентрической формулой поперечной остойчивости. При малых углах крена, когда можно считать, что sinθ = θ в радианах, восстанавливающий момент определяется по линейной метацентрической формуле: mθ = Ph θ.
Таким образом, величина восстанавливающего момента, определяющего сопротивление судна отклонениям, определяется, в свою очередь, величиной поперечной метацентрической высоты.

### Остойчивость формы и остойчивость веса
Подставляя в метацентрическую формулу поперечной остойчивости h = r − а, и заменяя r его значением по формуле (1), а также Р = γV получаем:
mθ = P(r − a) sinθ = Pr sinθ − Pa sinθ
и окончательно
{\displaystyle m_{\mathrm {\theta } }=\ \gamma I_{\text{x}}\cdot sin\theta -Pa\cdot sin\theta } , (4)
Первый член в выражении (4) в основном определяется величиной и формой площади ватерлинии и называется поэтому моментом остойчивости формы: mф = γ Ix sin θ. Момент остойчивости формы всегда является положительной величиной и стремится вернуть наклонённое судно в исходное положение.
Второй член в формуле (4) зависит от веса P и возвышения центра тяжести над центром величины a и называется моментом остойчивости веса mв = − Pa sin θ. Момент остойчивости веса в случае высокого расположения центра тяжести (zg > zс) является величиной отрицательной, и действует в сторону наклонения.
Физическая сущность момента остойчивости формы и момента остойчивости веса раскрывается при помощи чертежа, на котором показана система сил, действующих на наклонённое судно. С накрененного борта в воду входит дополнительный объём v1, придающий дополнительную «выталкивающую» силу плавучести. С противоположного борта из воды выходит объём v2, стремящийся погрузить этот борт. Оба они работают на спрямление.
Погруженный объём V1, отвечающий посадке по ватерлинию B1Л1, представляется в виде алгебраической суммы трёх объёмов
Vl = V + v1 − v2,
где: V — погруженный объём при исходной посадке по ватерлинию ВЛ;
v1 — вошедший в воду, а v2 — вышедший из воды клиновидные объёмы;
В соответствии с этим и силу плавучести γV1 можно заменить тремя составляющими силами γV, γv1, γv2, приложенными в центрах величины объёмов V, v1, v2. Вследствие равнообъёмности наклонений эти три силы совместно с силой тяжести Р образуют две пары Р − γV и γv1 − γv2, которые эквивалентны паре Р − γV1 . Восстанавливающий момент равен сумме моментов этих двух пар
mθ = m (γv1, γv2) + m (γV, P).
Момент сил плавучести клиновидных объёмов v1 и v2 является моментом остойчивости формы. Чем шире корпус в районе ватерлинии, тем больше клиновидные объёмы и их плечи при наклонениях в поперечной плоскости, тем больше момент остойчивости формы. Величина момента остойчивости формы определяется в основном моментом инерции площади ватерлинии относительно продольной оси Ix. А момент инерции Ix пропорционален квадрату ширины площади ватерлинии.
Момент пары сил Р и γV является моментом остойчивости веса. Он обусловлен несовпадением точек приложения сил тяжести и плавучести (G и С) в исходном положении равновесия, вследствие чего при наклонениях линии действия этих сил расходятся, и силы Р и γV образуют пару.

### Меры начальной остойчивости
Для практики недостаточно простой качественной оценки — остойчиво судно или неостойчиво, так как степень остойчивости может быть различной, в зависимости от размеров, нагрузки и величины наклонения. Величины, дающие возможность количественно оценить начальную остойчивость, называются мерами начальной остойчивости.
Использование восстанавливающего момента в качестве меры начальной остойчивости неудобно, так как он зависит от угла наклонения. При бесконечно малых углах крена восстанавливающий момент mθ также стремится к нулю и по нему невозможно оценить остойчивость.
В связи с этим за меру начальной остойчивости принимается не сам восстанавливающий момент, а его первая производная по углу наклонения. Эта производная характеризует интенсивность нарастания восстанавливающего момента при наклонениях и называется коэффициентом остойчивости. При наклонениях в поперечной плоскости коэффициент поперечной остойчивости равен первой производной от восстанавливающего момента
{\displaystyle K_{\mathrm {\theta } }=\ m_{\mathrm {\theta } }'{\partial \theta }\ =\ (Ph\cdot sin\theta )'{\partial \theta }\ =\ Ph\cdot cos\theta }
, и при крене равном нулю Kθ = Ph.
Коэффициент остойчивости даёт абсолютную оценку остойчивости, то есть непосредственно показывает то сопротивление, которое оказывает судно отклоняющим его от положения равновесия силам. Зависимость коэффициента остойчивости от веса судна ограничивает его использование, поскольку чем больше водоизмещение, тем больше коэффициент остойчивости. Для оценки степени совершенства судна с точки зрения его начальной остойчивости используется относительная мера остойчивости — метацентрическая высота, которую можно рассматривать как коэффициент остойчивости, приходящийся на тонну водоизмещения:
{\displaystyle h={\frac {K_{\mathrm {\theta } }}{P}}}
Благодаря своему простому геометрическому смыслу метацентрическая высота наиболее часто используется в качестве меры начальной остойчивости, хотя следует иметь в виду, что коэффициент остойчивости дает наиболее полную оценку этого мореходного качества.

## Начальная продольная остойчивость
Продольная остойчивость определяется теми же зависимостями, что и поперечная.
Под воздействием внешнего дифферентующего момента Mдиф судно, плавающее в положении равновесия на ровный киль (ватерлиния ВЛ), наклоняется в продольной плоскости на угол Ψ, (ватерлиния B1Л1). Перемещение центра величины вследствие изменения формы погруженного объёма обеспечивает появление продольного восстанавливающего момента
Mψ = P·GK,
где GK — плечо продольной остойчивости. Точка М является продольным метацентром, возвышение продольного метацентра над центром тяжести — продольной метацентрической высотой Н, а расстояние между продольным метацентром и центром величины — продольным метацентрическим радиусом R.
Продольный восстанавливающий момент при малых углах дифферента определяется по формулам: Mψ = PH·sin ψ, Mψ = РН·ψ, которые называются метацентрическими формулами продольной остойчивости. Эти зависимости для продольного восстанавливающего момента справедливы при углах дифферента до 0,5÷1,0°, поэтому продольная остойчивость рассматривается как начальная только в этих пределах.
Продольный метацентрический радиус определяется по формуле:
{\displaystyle R={\frac {I_{\text{yf}}}{V}}} , (5)
где: Iyf — момент инерции площади действующей ватерлинии относительно поперечной оси, проходящей через её центр тяжести F, м4, а метацентрическая формула продольной остойчивости в развернутом виде получается так же, как формула (4),
Мψ = γ Iyf·sin ψ − Pa sin·ψ , (6)
Таким образом, продольный момент остойчивости формы Мψ = γ Iyf· sin ψ,
а момент остойчивости веса Мв = − Pa· sin ψ.
Сравнивая моменты остойчивости формы и веса при поперечных и продольных наклонениях по формулам (4) и (6), видим, что остойчивость веса в обоих случаях одинакова (при условии θ = ψ), но остойчивость формы сильно отличается. Продольный момент остойчивости формы значительно больше поперечного, поскольку Iyf примерно на два порядка больше Ix. Действительно, момент инерции площади ватерлинии относительно продольной оси Ix пропорционален квадрату ширины этой площади, а момент инерции площади ватерлинии относительно поперечной оси Iyf — квадрату длины той же площади.
Если величина поперечной метацентрической высоты составляет десятые доли метра, то продольная метацентрическая высота лежит в пределах H = (0,8 ÷ 1,5) L, где L — длина по ватерлинии, м.
Доля моментов остойчивости формы и веса в обеспечении поперечной и продольной остойчивости неодинакова. При поперечных наклонениях, момент остойчивости веса составляет значительную долю от момента остойчивости формы. Поэтому поперечный восстанавливающий момент составляет ≈ 30 % от момента остойчивости формы. При продольных наклонениях момент остойчивости веса составляет всего лишь 0,5÷1,0 % от момента остойчивости формы, то есть продольный восстанавливающий момент практически равен моменту остойчивости формы.
Коэффициент продольной остойчивости Кψ определяется по формуле:
{\displaystyle K_{\mathrm {\psi } }=\ M_{\mathrm {\psi } }'\partial \psi \ =\ PH}
При наклонениях в любых других плоскостях, отличных от поперечной и продольной, величины метацентрических радиусов и метацентрических высот (а, следовательно, и остойчивость) имеют промежуточные значения между максимальным и минимальным, соответствующим продольным и поперечным наклонениям.

## Диаграмма остойчивости

Диаграмма остойчивости (нормальная).
Θ — угол наклонения; GZ — плечо статического восстанавливающего момента; B — текущий угол; A — работа восстанавливающего момента; C — угол заката

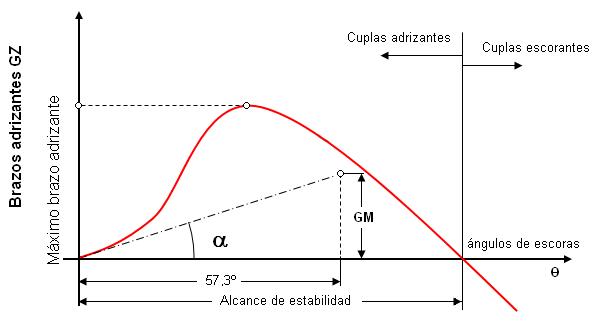
Диаграмма остойчивости (S-образная)

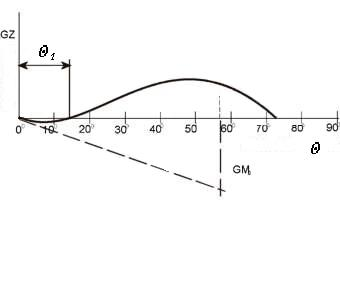
Диаграмма остойчивости (с заглублением)

Диаграммой остойчивости называется зависимость восстанавливающего усилия от угла наклонения. Иногда называется диаграммой Рида, в честь инженера, который ввел её в обиход. Для поперечной остойчивости (для которой и была исходно составлена Ридом) координатами будут угол крена Θ и плечо восстанавливающего момента GZ. Можно заменить плечо на сам момент M, от этого вид диаграммы не меняется.
Обычно на диаграмме изображается крен на один борт (правый), при котором углы и моменты считаются положительными. Если продолжить её на другой борт, крен и восстанавливающий (спрямляющий) момент меняют знак. То есть диаграмма симметрична относительно начальной точки.

### Основные элементы диаграммы остойчивости
Начальная точка O, она же обычно точка равновесия. В этот момент крен Θ = 0, спрямляющий момент отсутствует GZ = 0. Если почему-либо начальная остойчивость отрицательна, точка равновесия может не совпадать с началом координат. Тогда GZ = 0 при Θ = Θ1.
Точка максимума. Представляет угол, при котором спрямляющий момент максимален GZmax. До этого угла дальнейшее наклонение вызывает рост момента. После достижения максимума наклонение сопровождается падением момента, до достижения третьей характерной точки:
Точка заката C. Представляет угол, при котором спрямляющий момент падает до нуля GZ = 0. Соответствует точке опрокидывания судна, поскольку спрямляющих сил больше нет. Для обычных водоизмещающих судов угол заката (статический) лежит в районе 65÷75°. Для килевых яхт — в районе 120÷125°.
Кривизна. Характеризует скорость нарастания спрямляющего момента. Первой производной является работа. Касательная к кривой остойчивости в точке O характеризует начальную метацентрическую высоту. Ордината её, отложенная при угле Θ = 1 рад равна метацентрической высоте h. 
Площадь под кривой для текущего угла B представляет работу A восстанавливающего момента и является мерой динамической остойчивости.

### Виды диаграммы остойчивости
- Нормальная. Характерна для большинства водоизмещающих судов с нормальной метацентрической высотой, например сухогрузов.
- S-образная (с перегибом). Характерна для судов с уменьшенной метацентрической высотой, например, высокобортных пассажирских.
- С заглублением.  Не характерна для большинства судов. Возникает в случае, когда начальная остойчивость отрицательна. Судно при этом плавает в равновесии не на ровный киль, а с креном Θ1, соответствующим точке пересечения кривой и оси Θ. Например, такая диаграмма бывает у лесовозов, идущих вперегруз или судов, имеющих свободные поверхности в танках. Правилами всех крупнейших мировых классификационных обществ (например, Регистр Ллойда, Российский Морской Регистр Судоходства, Российский Речной Регистр и др.) запрещена эксплуатация судов, имеющих метацентрическую высоту менее 0,2 м (и, в том числе, судов с отрицательной начальной остойчивостью). Таким образом, начальная остойчивость судна может стать отрицательной либо вследствие аварии, либо вследствие должностного нарушения со стороны капитана судна.

## Факторы, влияющие на изменение остойчивости

### Перемещение грузов
Перемещение груза р в произвольном направлении из точки g1 (x1, y1, z1) в точку g2 (x2, y2, z2) можно заменить тремя последовательными перемещениями параллельно осям координатной системы oxyz на расстояние x2 − x1, y2 − y1, z2 − z1. Эти перемещения называются соответственно горизонтально-продольным, горизонтально-поперечным и вертикальным.
При вертикальном перемещении груза происходит перемещение силы р по линии её действия. Равновесие судна при этом не нарушается, посадка не меняется, то есть величина и форма погруженного объёма остаются неизменными. Поэтому центр величины, поперечный и продольный метацентры не меняют своего положения. Центр тяжести перемещается вверх из точки G в точку G1 на расстояние δZg, прямо пропорциональное весу перемещённого груза р и величине перемещения z2 − z1 и обратно пропорциональное весу судна:
{\displaystyle \delta Z_{\text{g}}={\frac {p}{P}}\ (z2-z1)}

Подвижка груза

Продольная и поперечная метацентрические высоты изменяются на одну и ту же величину:
δh = δH = − δZg
Величина приращения поперечного и продольного коэффициентов остойчивости также одинакова:
δКθ = P·δh и δКψ = P·δH, или
δКθ = δКψ = − р (z2 − z1)
Метацентрические высоты и коэффициенты остойчивости после перемещения груза принимают значения:
 h1 = h + δh;
H1 = Н + δH;
Кθ1 = Кθ + δКθ;
Кψ1 = Кψ + δКψ ,
причём перемещение вниз соответствует положительным приращениям, а вверх — отрицательным. То есть при перемещении груза вверх остойчивость уменьшается, а при перемещении вниз — увеличивается. Поскольку поперечные и продольные приращения одинаковы, а метацентрические высоты различны, влияния вертикальных перемещений на поперечную и продольную остойчивость сильно различаются. Для продольной остойчивости δH составляет лишь малую долю Н. Для поперечной возможны ситуации, когда h ≈ δh , то есть полная потеря (или восстановление) остойчивости.

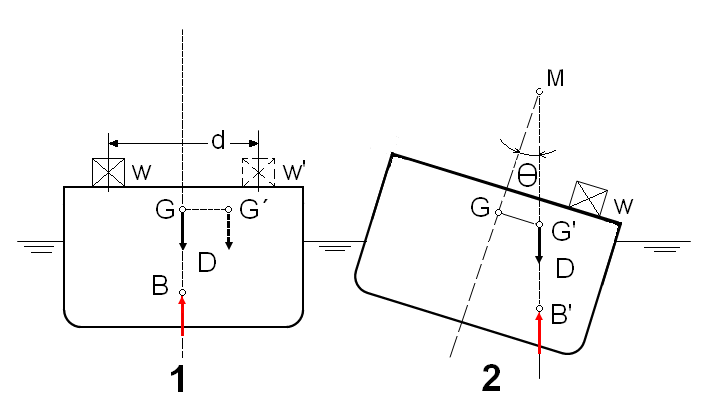
Влияние горизонтально-поперечного перемещения груза

При горизонтально-поперечном перемещении груза из точки А в точку В судно кренится от прямого положения равновесия (ватерлиния ВЛ) на угол θ (ватерлиния B1Л1). Такое перемещение груза можно представить так, будто груз в точке В снят (сила р направлена в противоположную сторону — вверх), а в точке E принят.
Наклонению препятствует восстанавливающий момент mθ = Ph·sinθ. Судно будет находиться в равновесии тогда, когда кренящий и спрямляющий моменты сравняются:
mкр = mθ, то есть
Ph·sinθ = p ly cosθ,
где ly = BE. Отсюда определяется угол крена равновесного положения:
{\displaystyle tg\theta ={pl_{\text{y}}}{Ph}}
Перемещение груза вызывает сдвиг центра тяжести судна в сторону перемещения груза на расстояние GG1 = p ly / P. Центр величины при наклонении перемещается в сторону наклонения до тех пор, пока не окажется на одной вертикали с центром тяжести, то есть пока не будет выполнено второе условие равновесия.
Поперечная метацентрическая высота после переноса груза определяется из треугольника GmG1:
{\displaystyle h_{\text{1}}=mG_{\text{1}}={\frac {h}{cos\theta }}}
При малых углах крена cosθ ≈ 1; h1 ≈ h, то есть начальная поперечная остойчивость при горизонтально-поперечном перемещении груза практически не изменяется.

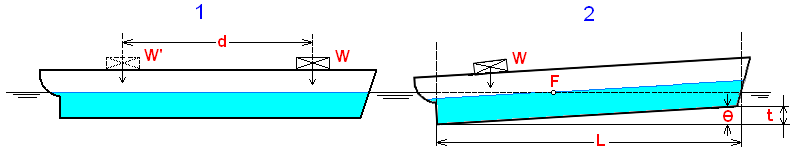
Влияние горизонтально-продольного перемещения груза

Формулы для определения посадки и остойчивости в случае горизонтально-продольного перемещения груза выводятся аналогично предыдущим. Из равенства дифферентующего момента от перемещения груза Мдиф = p (x1 − x2) cosψ и восстанавливающего момента Мψ = PH sinψ определяется угол дифферента, который получает судно после перемещения груза:
{\displaystyle tg\psi ={pl_{\text{x}}}{PH}}
Начальная продольная остойчивость от горизонтально-продольного перемещения груза также практически не меняется.

### Приём и снятие грузов
Приём или снятие грузов изменяет как нагрузку судна (вес и координаты центра тяжести), так и его погруженный объём (его величину, форму, координаты центра величины).
Приём груза в произвольное место можно представить как приём этого груза без изменения крена и дифферента, а затем перенос его в назначенное место. Условием неизменности крена и дифферента приема груза р является расположение его центра тяжести на одной вертикали с центром величины дополнительно входящего в воду объёма δV, который равен p/γ, где γ — удельный вес воды. При приёме относительно малого груза можно считать, что для исключения крена и дифферента он должен быть помещен на одну вертикаль с центром тяжести F исходной площади ватерлинии.
Влияние перемещений груза на остойчивость и посадку рассмотрено выше. Для определения метацентрических высот после приёма груза необходимо найти координаты центра тяжести zg1, и метацентров zc1 + r1 и zc1 + R1. Новое положение центра тяжести находится из условия равенства статических моментов сил тяжести относительно основной плоскости.
В общем случае приёма или снятия нескольких грузов новое положение центра тяжести определяется по формуле
zg1 = (Pzg ± ∑pizpi) /P1,
где: pi — вес принятого или снятого отдельно груза, при этом принимаемый груз берется со знаком плюс, а снимаемый — со знаком минус; zpi — аппликата центра тяжести принятого или снятого груза.
При приёме относительно небольших грузов (менее 10 % водоизмещения) на надводный корабль (судно) считается, что форма и площадь действующей ватерлинии не меняются, а погруженный объём линейно зависит от осадки — то есть принимается гипотеза прямобортности. Тогда коэффициенты остойчивости выражаются как:
δKθ = р (Т + δТ/2 − zp + dIx/dV)
δKψ = р (Т + δТ/2 − zp + dIyf/dV)
В более сложных случаях используется диаграмма плавучести и начальной остойчивости, с которой снимают значения погруженного объёма, метацентрического радиуса, координат ЦТ и ЦВ в зависимости от осадки. Её использование характерно для определения остойчивости погружаемых аппаратов, например подводных лодок.

### Свободные поверхности
Все рассмотренные выше случаи предполагают, что центр тяжести судна неподвижен, то есть нет грузов, которые перемещаются при наклонении. Но когда такие грузы есть, их влияние на остойчивость значительно больше остальных.
Типичным случаем являются жидкие грузы (топливо, масло, балластная и котельная вода) в цистернах, заполнённых частично, то есть имеющих свободные поверхности. Такие грузы способны переливаться при наклонениях. Если жидкий груз заполняет цистерну полностью, он эквивалентен твёрдому закреплённому грузу.

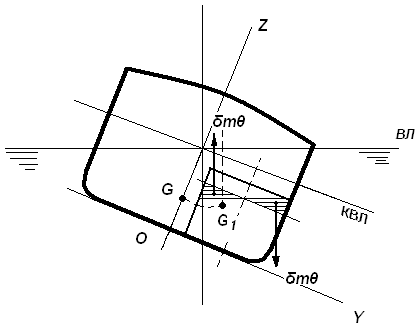
Влияние свободной поверхности на остойчивость

Если жидкость заполняет цистерну не полностью, то есть имеет свободную поверхность, занимающую всегда горизонтальное положение, то при наклонении судна на угол θ жидкость переливается в сторону наклонения. Свободная поверхность примет такой же угол относительно КВЛ.
Уровни жидкого груза отсекают равные по величине объёмы цистерн, то есть они подобны равнообъёмным ватерлиниям. Поэтому момент, вызываемый переливанием жидкого груза при крене δmθ, можно представить аналогично моменту остойчивости формы mф, только δmθ противоположно mф по знаку:
δmθ = − γж ixθ,
где ix — момент инерции площади свободной поверхности жидкого груза относительно продольной оси, проходящей через центр тяжести этой площади, γж — удельный вес жидкого груза
Тогда восстанавливающий момент при наличии жидкого груза со свободной поверхностью:
mθ1 = mθ + δmθ = Phθ − γж ixθ = P(h − γж ix /γV)θ = Ph1 θ,
где h — поперечная метацентрическая высота в отсутствие переливания, h1 = h − γж ix /γV — фактическая поперечная метацентрическая высота.
Влияние переливающегося груза даёт поправку к поперечной метацентрической высоте δ h = − γж ix /γV
Плотности воды и жидкого груза относительно стабильны, то есть основное влияние на поправку оказывает форма свободной поверхности, точнее её момент инерции. А значит, на поперечную остойчивость в основном влияет ширина, а на продольную длина свободной поверхности.
Физический смысл отрицательного значения поправки в том, что наличие свободных поверхностей всегда уменьшает остойчивость. Поэтому принимаются организационные и конструктивные меры для их уменьшения:
1. Полная запрессовка цистерн, чтобы не допускать свободных поверхностей.
2. Если это невозможно, заполнение под горловину, или наоборот, только на дне. В этом случае любое наклонение резко уменьшает площадь свободной поверхности.
3. Контроль числа цистерн, имеющих свободные поверхности.
4. Разбивка цистерн внутренними непроницаемыми переборками, с целью уменьшения момента инерции свободной поверхности ix.

## Динамическая остойчивость

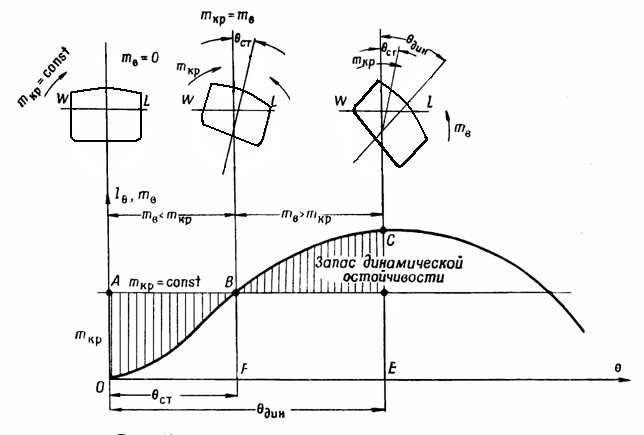
Динамическая остойчивость судна

В отличие от статического, динамическое воздействие сил и моментов сообщает судну значительные угловые скорости и ускорения. Поэтому их влияние рассматривается в энергиях, точнее в виде работы сил и моментов, а не в самих усилиях. При этом используется теорема кинетической энергии, согласно которой приращение кинетической энергии наклонения судна равно работе действующих на него сил.
Когда к судну прикладывается кренящий момент mкр, постоянный по величине, оно получает положительное ускорение, с которым начинает крениться. По мере наклонения возрастает восстанавливающий момент, но вначале, до угла θст, при котором mкр = mθ, он будет меньше кренящего. По достижении угла статического равновесия θст, кинетическая энергия вращательного движения будет максимальной. Поэтому судно не останется в положении равновесия, а за счет кинетической энергии будет крениться дальше, но замедленно, поскольку восстанавливающий момент больше кренящего. Накопленная ранее кинетическая энергия погашается избыточной работой восстанавливающего момента. Как только величина этой работы будет достаточной для полного погашения кинетической энергии, угловая скорость станет равной нулю и судно перестанет крениться.
Наибольший угол наклонения, которое получает судно от динамического момента, называется динамическим углом крена θдин. В отличие от него угол крена, с которым судно будет плавать под действием того же момента (по условию mкр = mθ), называется статическим углом крена θст.
Если обратиться к диаграмме статической остойчивости, работа выражается площадью под кривой восстанавливающего момента mв. Соответственно, динамический угол крена θдин можно определить из равенства площадей OAB и BCD, соответствующих избыточной работе восстанавливающего момента. Аналитически та же работа вычисляется как:
{\displaystyle A_{\theta }=\int _{0}^{\theta }m_{\theta }\partial \theta } ,
на интервале от 0 до θдин.
Достигнув динамического угла крена θдин, судно не приходит в равновесие, а под действием избыточного восстанавливающего момента начинает ускоренно спрямляться. При отсутствии сопротивления воды судно вошло бы в незатухающие колебания около положения равновесия при крене θст с амплитудой от 0 до θдин. Но практически, от сопротивления воды колебания быстро затухают и оно остаётся плавать со статическим углом крена θст.
Динамическое воздействие кренящего момента всегда опаснее статического, так как приводит к более значительным наклонениям. В пределах прямолинейной части диаграммы статической остойчивости, динамический угол крена примерно в два раза больше статического: θдин ≈ 2 θст.